# Phố Rosoła, Warszawa
Phố Jana Rosoła (tiếng Ba Lan: ulica Jana Rosoła) là một trong ba con đường chính của Ursynów, Warsaw, Ba Lan. Được đặt theo tên của Jan Rosół, người tham gia cuộc nổi dậy tháng 1, nó nối liền phố Wąwozowa ở khu vực phía nam của Kabaty với Dolina Służewiecka,  đó là đoạn Quốc lộ 2 của Warsaw, một phần của tuyến đường Châu Âu E30. Việc xây dựng con phố đã được lên kế hoạch vào những năm 1970 như là một trong những đường giao thông chính của dự án khu dân cư của Ursynów,  nơi phần lớn giao thông đường bộ sẽ được chuyển qua. Hầu hết các đường phố khác trong quận chỉ phục vụ cho giao thông địa phương hoặc kết nối ba đường giao thông chính. Con phố bắt đầu được xây dựng vào năm 1975, hai năm sau đó, các khối căn hộ bê tông đầu tiên đã được hoàn thành ở Ursynów.
Con phố chủ yếu song song với sông Vistula và phố Nowoursynowska rải sỏi cũ. Nó dẫn đến Cung điện Natolin và các làng lân cận với thành phố Warsaw kể từ thế kỷ 17.
Có rất nhiều địa danh đáng chú ý nằm dọc theo con đường dài 3,4 km, bao gồm cả khuôn viên chính của Đại học Khoa học Đời sống Warsaw và Cung điện Natolin.

## Miêu tả
Điểm xuất phát là 1 cây thập tự phía nam với các phố Relaksowa và Wąwozowa. Sau đó, nó đi về phía bắc, qua các đường phố: Kiepury, Jeżewskiego, Nowoursynowska, Przy Bażantarni, Lokajskiego, Belgradzka, Mandarynki, Pietraszewicza, Pachnąca, Migdałowa, Płaskowie  Xa hơn nữa, nó được gọi là phố "Anody" Rodowicza, nhưng đến năm 2005 Jan Rosół cũng là một phần của con đường này. Trên đường Kabaty có bao gồm phần biên giới phía tây của một khu định cư Stare Kabaty.